# Нежинский дуэт баянистов
«Нежинский дуэт баянистов» — музыкальный коллектив из города Нежина, созданный в 1986 году. В его составе — заслуженные артисты Украины Владимир Гранлисович Дорохин и Николай Александрович Шумский, доценты кафедры инструментально-исполнительской подготовки Нежинского государственного университета имени Николая Гоголя.

## Из биографии коллектива
Владимир Дорохин — выпускник Воронежского института искусств, Николай Шумский — выпускник Киевской консерватории (ныне — Национальная музыкальная академия Украины им. П. И. Чайковского).
В 1993 году М. Шумский и В. Дорохин окончили ассистентуру — стажировку при Киевской консерватории имени П. И. Чайковского по классу ансамбля у проф. М. И. Ризоля и по классу сольного исполнительства в проф. В. В. Бесфамильного и И. А. Яшкевича.
За 24 года плодотворной творческой деятельности «Нежинский дуэт баянистов» вошел в когорту ведущих инструментальных ансамблей Украины, имеет собственный уникальный репертуар, самобытный сценический имидж, сложившийся авторитет в музыкальных кругах и стабильные исполнительские показатели.
За этот период в фонд национальной радиокомпании Украины записал ряд произведений украинских и зарубежных композиторов, участвовал в видеозаписи телепрограмм («песни военных лет», «произведения М. Ризоля», «авторский юбилейный вечер народного артиста Украины, профессора М. Ризоля»), в передачах Национального телевидения Кыргызстана. Музыкальная общественность Киева систематически знакомится с новыми достижениями дуэта в ведущих концертных залах столицы Украины — Национальной опере Украины, Национальной филармонии Украины, Национальном дворце искусств «Украина» в Национальной музыкальной академии Украины имени П. И. Чайковского. Нежинский дуэт баянистов впервые на Украине представил программу духовной музыки (хоровых концертов украинского барокко А. Веделя, Д. Бортнянского, М. Березовского) в собственной транскрипции для дуэта многотембровых баянов.

## Творческие достижения
- «Гран-При» на I Международном конкурсе баянистов и аккордеонистов «Аккорды Львова» (г. Львов, 2006);

- Первая премия и звание лауреата Международного конкурса дуэтов баянистов и аккордеонистов (г. Москва, 2005);

- Первая премия и звание лауреата Международного конкурса баянных ансамблей (г. Бишкек, 1992);

- Вторая премия и звание лауреата V Международного конкурса "Играй, баян" (г. Ржев, 2005);

- Звание лауреата Международного фестиваля славянской музыки (г. Харьков, 2006).

## Гастрольные путешествия
Ансамбль неоднократно представлял украинское музыкальное искусство: во время выездов на гастроли в страны ближнего и дальнего зарубежья (Германия, Австрия, Польша, Кыргызстан, Башкортостан, Беларусь), а также по городам Украины  и России (Харьков, Львов, Чернигов, Полтава, Запорожье, Одесса, Луганск, Севастополь, Евпатория, Сумы, Кременчуг и другие), во многих культурных акциях: Дни Украинской культуры в Баварии (1994 год), «Марш мира» (1997, 1998), Дни культуры Болгарии (1997), «Молодёжь за будущее Украины» (1999), Дни украинской культуры в России (Москва, 2002), на международных и всероссийских музыкальных фестивалях: Бишкек (Кыргызстан) (1992, 2002), Мейнинген (Германия, 1994), Санок (Польша, 1998), Ржев (Россия, 2005), Химки (Россия, 2005), Запорожье (1994), Киев (1994, 1999, 2004, 2005), Луганск (2005), Харьков (2006).